# مرجان أزرق
المرجان الأزرق (الاسم العلمي: Heliopora) هو جنس من اللاسعات يتبع فصيلة المرجانيات الزرقاء من رتبة حلزونيات المسام.

## أنواع المرجان الأزرق
- مرجان أزرق عادي
- †مرجان أزرق فيجي (منقرض)
- مرجان أزرق هبرني
- مرجان أزرق مضغوط